# Golden League FIF 2012
La Golden League FIF 2012 è stata la 4ª edizione del campionato di football americano organizzato dalla Federazione Italiana Football. Il torneo è iniziato il 18 marzo 2012 ed è terminato con la disputa del XXXII Superbowl FIF. Per la prima volta il torneo è stato disputato a 9 giocatori.

## Stagione regolare

### 1ª giornata
| Villaggio Sereno 18 marzo 2012, ore 15:00 | Bengals Brescia | 40 – 20 (6-0 20-0 14-12 0-8) | Lancieri Novara | C.S. Chicco Nova, Traversa diciottesima |

| Piacenza 18 marzo 2012, ore 15:00 | Cinghiali Piacenza | 6 – 39 (6-6 0-7 0-13 0-13) | Rams Milano | C.S., via Radini Tedeschi (ca. 350 spett.) |
| \| \| \| \| \| C. Bianchi Q1 (TD) 25yd pass from Zucconi, pat failed \| Marcatori \| Gnuva Q1 (TD) 10yd run, pat failed Pollastri Q2 (TD) 50yd pass from Murino Cosma Q2 (pat) Nigro Q3 (TD) 5yd run, tpc failed Murino Q3 (TD) 1yd run Cosma Q3 (pat) Murino Q4 (TD) 50yd run Cosma Q4 (pat) Nigro Q4 (TD) 29yd run, pat failed \| |                    | |             |                                            |
| |                    | |             |                                            |
| C. Bianchi Q1 (TD) 25yd pass from Zucconi, pat failed | Marcatori          | Gnuva Q1 (TD) 10yd run, pat failed Pollastri Q2 (TD) 50yd pass from Murino Cosma Q2 (pat) Nigro Q3 (TD) 5yd run, tpc failed Murino Q3 (TD) 1yd run Cosma Q3 (pat) Murino Q4 (TD) 50yd run Cosma Q4 (pat) Nigro Q4 (TD) 29yd run, pat failed |             |                                            |

### 2ª giornata
| Caltignaga 25 marzo 2012, ore 15:00 | Lancieri Novara | 6 – 34 (0-8 6-6 0-20 0-0) | Rams Milano | C.S., via dello Sport |
| \| \| \| \| \| Zanforlin Q2 (TD) 3yd run, tpc failed \| Marcatori \| Andrea Mahmoud Q1 (TD) 9yd run Andrea Mahmoud Q1 (tpc) pass from Marco Murino Matteo Nigro Q2 (TD) 10yd run, pat failed Francesco Venafro Q3 (TD) 3yd pass from Marco Murino, tpc failed Matteo Nigro Q3 (TD) 6yd run Francesco Venafro Q3 (tpc) pass from Marco Murino Mattia Bogianchino Q3 (TD) 59yd interception return, tpc failed \| |                 | |             |                       |
| |                 | |             |                       |
| Zanforlin Q2 (TD) 3yd run, tpc failed | Marcatori       | Andrea Mahmoud Q1 (TD) 9yd run Andrea Mahmoud Q1 (tpc) pass from Marco Murino Matteo Nigro Q2 (TD) 10yd run, pat failed Francesco Venafro Q3 (TD) 3yd pass from Marco Murino, tpc failed Matteo Nigro Q3 (TD) 6yd run Francesco Venafro Q3 (tpc) pass from Marco Murino Mattia Bogianchino Q3 (TD) 59yd interception return, tpc failed |             |                       |

### 3ª giornata
| Piacenza 1º aprile 2012, ore 15:00 | Cinghiali Piacenza | 8 – 14 (0-0 8-8 0-6 0-0) | Lancieri Novara | Campo Piacenza Rugby, via dell'Agricoltura |

| Villaggio Sereno 1º aprile 2012, ore 15:00 | Bengals Brescia | 38 – 20 (12-0 6-8 7-12 13-0) | Rams Milano | C.S. Chicco Nova, Traversa diciottesima |
| \| \| \| \| \| Anelli Q1 (TD) 33yd pass from Turotti, kick failed Zanola Q1 (TD) 1yd run, tpc failed Barbolla Q2 (TD) 6yd run, tpc failed Zanola Q3 (TD) 15yd run Barbolla Q3 (pat) Barbolla Q4 (TD) 32yd run, tpc failed Sbaraini Q4 (TD) 5yd pass from Fausto Barbolla Q4 (pat) \| Marcatori \| Matteo Nigro Q2 (TD) 19yd run Marco Murino Q2 (tpc) rush Matteo Nigro Q3 (TD) 11yd run, tpc failed Matteo Nigro Q3 (TD) 3yd run, tpc failed \| |                 | |             |                                         |
| |                 | |             |                                         |
| Anelli Q1 (TD) 33yd pass from Turotti, kick failed Zanola Q1 (TD) 1yd run, tpc failed Barbolla Q2 (TD) 6yd run, tpc failed Zanola Q3 (TD) 15yd run Barbolla Q3 (pat) Barbolla Q4 (TD) 32yd run, tpc failed Sbaraini Q4 (TD) 5yd pass from Fausto Barbolla Q4 (pat) | Marcatori       | Matteo Nigro Q2 (TD) 19yd run Marco Murino Q2 (tpc) rush Matteo Nigro Q3 (TD) 11yd run, tpc failed Matteo Nigro Q3 (TD) 3yd run, tpc failed |             |                                         |

### 4ª giornata
| Caltignaga 15 aprile 2012, ore 15:00 | Lancieri Novara | 6 – 26 (6-14 0-0 0-0 0-12) | Bengals Brescia | C.S., via dello Sport |

| Milano 15 aprile 2012, ore 15:00 | Rams Milano | 34 – 0 (14-0 0-0 14-0 6-0) | Cinghiali Piacenza | Centro Sportivo Saini |
| \| \| \| \| \| Andrea Mahmoud Q1 (TD) 11yd run Francesco Venafro Q1 (tpc) pass from Marco Murino Mattia Bogianchino Q1 (TD) 30yd interception return, tpc failed Andrea Mahmoud Q3 (TD) 26yd run, tpc failed Andrea Mahmoud Q3 (TD) 28yd run Micael Busnach Haim Q3 (tpc) pass from Marco Murino Edoardo Pollastri Q4 (TD) 10yd run, tpc failed \| Marcatori \| \| |             |                            |                    |                       |
| |             |                            |                    |                       |
| Andrea Mahmoud Q1 (TD) 11yd run Francesco Venafro Q1 (tpc) pass from Marco Murino Mattia Bogianchino Q1 (TD) 30yd interception return, tpc failed Andrea Mahmoud Q3 (TD) 26yd run, tpc failed Andrea Mahmoud Q3 (TD) 28yd run Micael Busnach Haim Q3 (tpc) pass from Marco Murino Edoardo Pollastri Q4 (TD) 10yd run, tpc failed                                   | Marcatori   |                            |                    |                       |

### 5ª giornata
| Milano 22 aprile 2012, ore 15:00 | Rams Milano | 34 – 14 (6-6 8-0 12-8 8-0)                                                                                           | Lancieri Novara | Centro Sportivo Saini |
| \| \| \| \| \| Francesco Venafro Q1 (TD) 2yd pass from Marco Murino, tpc failed Micael Busnach Haim Q2 (TD) 10yd pass from Marco Murino, tpc failed Gianluca Pasqualetti Q2 (saf) blocks punt over the end line Matteo Nigro Q3 (TD) 19yd run, tpc failed Marco Murino Q1 (TD) 9yd run, tpc failed Marco Murino Q4 (TD) 5yd run Andrea Mahmoud Q4 (tpc) pass from Marco Murino \| Marcatori \| Ricci Q1 (TD) 25yd pass from Zanfolin, pat failed Zampagni Q3 (TD) 33yd run Di Girolamo Q3 (tpc) pass from Zanforlin \| |             | |                 |                       |
| |             | |                 |                       |
| Francesco Venafro Q1 (TD) 2yd pass from Marco Murino, tpc failed Micael Busnach Haim Q2 (TD) 10yd pass from Marco Murino, tpc failed Gianluca Pasqualetti Q2 (saf) blocks punt over the end line Matteo Nigro Q3 (TD) 19yd run, tpc failed Marco Murino Q1 (TD) 9yd run, tpc failed Marco Murino Q4 (TD) 5yd run Andrea Mahmoud Q4 (tpc) pass from Marco Murino | Marcatori   | Ricci Q1 (TD) 25yd pass from Zanfolin, pat failed Zampagni Q3 (TD) 33yd run Di Girolamo Q3 (tpc) pass from Zanforlin |                 |                       |

| Piacenza 22 aprile 2012, ore 15:00 | Cinghiali Piacenza | 8 – 50 (0-14 8-15 0-14 0-7) | Bengals Brescia | C.S., via Radini Tedeschi |

### 6ª giornata
| Caltignaga 29 aprile 2012, ore 15:00 | Lancieri Novara | 16 – 8 (0-8 0-0 16-0 0-0) | Cinghiali Piacenza | C.S., via dello Sport |

| Milano 29 aprile 2012, ore 15:00 | Rams Milano | 30 – 26 (16-0 0-6 8-6 6-14) | Bengals Brescia | Centro Sportivo Saini |
| \| \| \| \| \| A.Mahmoud Q1 (TD) 11yd run Pollastri Q1 (tpc) pass from Murino A.Mahmoud Q1 (TD) 56yd run Busnach Q1 (tpc) pass from Murino A.Mahmoud Q3 (TD) 14yd run A.Mahmoud Q3 (tpc) rush A.Mahmoud Q4 (TD) 2yd run, tpc failed \| Marcatori \| Cigala Q2 (TD) 35yd pass from Turotti, tpc failed Tinti Q3 (TD) 11yd pass from Turotti, tpc failed Tinti Q3 (TD) 28yd pass from Turotti Barbolla Q4 (tpc) rush Pini Q4 (TD) 20yd interception return, tpc failed \| |             | |                 |                       |
| |             | |                 |                       |
| A.Mahmoud Q1 (TD) 11yd run Pollastri Q1 (tpc) pass from Murino A.Mahmoud Q1 (TD) 56yd run Busnach Q1 (tpc) pass from Murino A.Mahmoud Q3 (TD) 14yd run A.Mahmoud Q3 (tpc) rush A.Mahmoud Q4 (TD) 2yd run, tpc failed | Marcatori   | Cigala Q2 (TD) 35yd pass from Turotti, tpc failed Tinti Q3 (TD) 11yd pass from Turotti, tpc failed Tinti Q3 (TD) 28yd pass from Turotti Barbolla Q4 (tpc) rush Pini Q4 (TD) 20yd interception return, tpc failed |                 |                       |

### 7ª giornata
| Villaggio Sereno 6 maggio 2012, ore 15:00 | Bengals Brescia | 49 – 0 (7-0 21-0 7-0 14-0) | Cinghiali Piacenza | C.S. Chicco Nova, Traversa diciottesima |

### Classifica
- PCT = percentuale di vittorie, G = partite giocate, V = partite vinte, P = partite perse, PF = punti fatti, PS = punti subiti
- La qualificazione al Superbowl Italiano è indicata in verde

| Pos. | Squadra            | PCT  | G | V | P | PF  | PS  |
| ---- | ------------------ | ---- | - | - | - | --- | --- |
| 1    | Bengals Brescia    | .833 | 6 | 5 | 1 | 229 | 84  |
| 2    | Rams Milano        | .833 | 6 | 5 | 1 | 191 | 90  |
| 3    | Lancieri Novara    | .333 | 6 | 2 | 4 | 76  | 150 |
| 4    | Cinghiali Piacenza | .000 | 6 | 0 | 6 | 30  | 202 |

## Playoff
I playoff sono iniziati il 13 maggio 2012 con le semifinali e si sono conclusi il 19 maggio col XXXII Superbowl FIF di Bresso.

### Tabellone
|  | Semifinali | Semifinali         | Semifinali  |             |                 | XXXII Superbowl FIF | XXXII Superbowl FIF | XXXII Superbowl FIF |  |
|  |            |                    |             |             |                 |                     |                     |                     |  |
|  | 1          | Bengals Brescia    | 41          |             |                 |                     |                     |                     |  |
|  | 1          | Bengals Brescia    | 41          |             |                 |                     |                     |                     |  |
|  | 4          | Cinghiali Piacenza | 0           |             |                 |                     |                     |                     |  |
|  | 4          | Cinghiali Piacenza | 0           |             | Bengals Brescia | Bengals Brescia     | 41                  |                     |  |
|  |            |                    |             |             | Bengals Brescia | Bengals Brescia     | 41                  |                     |  |
|  |            |                    | Rams Milano | Rams Milano | 6               |                     |                     |                     |  |
|  | 2          | Rams Milano        | Rams Milano | Rams Milano | 6               | 56                  |                     |                     |  |
|  | 2          | Rams Milano        |             |             |                 |                     |                     |                     |  |
|  | 3          | Lancieri Novara    | 38          |             |                 |                     |                     |                     |  |

### Semifinali
| Milano 13 maggio 2012, ore 15:00 | Rams Milano | 56 – 38 (14-0 14-14 16-8 12-16) | Lancieri Novara | Centro Sportivo Saini |
| \| \| \| \| \| Nigro Q1 (TD) 8yd run Venafro Q1 (tpc) pass from Murino Nigro Q1 (TD) 2yd run, tpc failed Nigro Q2 (TD) 34yd run, tpc failed A.Mahmoud Q2 (TD) 15yd run Busnach Q2 (tpc) pass from Murino Q3 (TD) 6yd run Pollastri Q3 (tpc) pass from Murino Q3 (TD) 1yd run Lorusso Q3 (tpc) pass from Murino Q4 (TD) 26yd run, tpc failed A.Mahmoud Q4 (TD) 2yd run, tpc failed \| Marcatori \| Rolando Q2 (TD) 20yd pass from Zanforlin, tpc failed Zanforlin Q2 (TD) 23yd run Di Giorgio Q2 (tpc) 20yd pass from Zanforlin Cianchi Q3 (TD) 26yd rush Cianchi Q3 (tpc) rush Cianchi Q4 (TD) 9yd rush Zanforlin Q4 (tpc) rush Zanforlin Q4 (TD) 1yd rush, tpc failed \| |             | |                 |                       |
| |             | |                 |                       |
| Nigro Q1 (TD) 8yd run Venafro Q1 (tpc) pass from Murino Nigro Q1 (TD) 2yd run, tpc failed Nigro Q2 (TD) 34yd run, tpc failed A.Mahmoud Q2 (TD) 15yd run Busnach Q2 (tpc) pass from Murino Q3 (TD) 6yd run Pollastri Q3 (tpc) pass from Murino Q3 (TD) 1yd run Lorusso Q3 (tpc) pass from Murino Q4 (TD) 26yd run, tpc failed A.Mahmoud Q4 (TD) 2yd run, tpc failed | Marcatori   | Rolando Q2 (TD) 20yd pass from Zanforlin, tpc failed Zanforlin Q2 (TD) 23yd run Di Giorgio Q2 (tpc) 20yd pass from Zanforlin Cianchi Q3 (TD) 26yd rush Cianchi Q3 (tpc) rush Cianchi Q4 (TD) 9yd rush Zanforlin Q4 (tpc) rush Zanforlin Q4 (TD) 1yd rush, tpc failed |                 |                       |

| Villaggio Sereno 13 maggio 2012, ore 15:00 | Bengals Brescia | 41 – 0 (7-0 13-0 14-0 7-0) | Cinghiali Piacenza | C.S. Chicco Nova, Traversa diciottesima |

### Superbowl
| Bresso 19 maggio 2012, ore 21:00 | Rams Milano | 6 – 41 (0-7 6-21 0-6 0-7) | Bengals Brescia | C.S., Via Grazia Deledda |
| \| \| \| \| \| Venafro Q2 (TD) 7yd pass from Murino, tpc failed \| Marcatori \| Cardigno Q1 (TD) 49yd pass from Turotti Barbolla Q1 (pat) Anelli Q2 (TD) 7yd pass from Turotti Barbolla Q2 (pat) Tinti Q2 (TD) 8yd run Barbolla Q2 (pat) Barbolla Q2 (TD) 22yd run Barbolla Q2 (pat) Cardigno Q3 (TD) 50yd pass from Turotti, pat failed Zanola Q4 (TD) 8yd run Barbolla Q4 (pat) \| |             | |                 |                          |
| |             | |                 |                          |
| Venafro Q2 (TD) 7yd pass from Murino, tpc failed | Marcatori   | Cardigno Q1 (TD) 49yd pass from Turotti Barbolla Q1 (pat) Anelli Q2 (TD) 7yd pass from Turotti Barbolla Q2 (pat) Tinti Q2 (TD) 8yd run Barbolla Q2 (pat) Barbolla Q2 (TD) 22yd run Barbolla Q2 (pat) Cardigno Q3 (TD) 50yd pass from Turotti, pat failed Zanola Q4 (TD) 8yd run Barbolla Q4 (pat) |                 |                          |

## XXXII Superbowl
La partita finale, chiamata XXXII Superbowl Italiano si è disputata a Bresso (MI) il 19 maggio 2012.
- Bengals Brescia campioni d'Italia FIF 2012.